# Památník dělnického hnutí

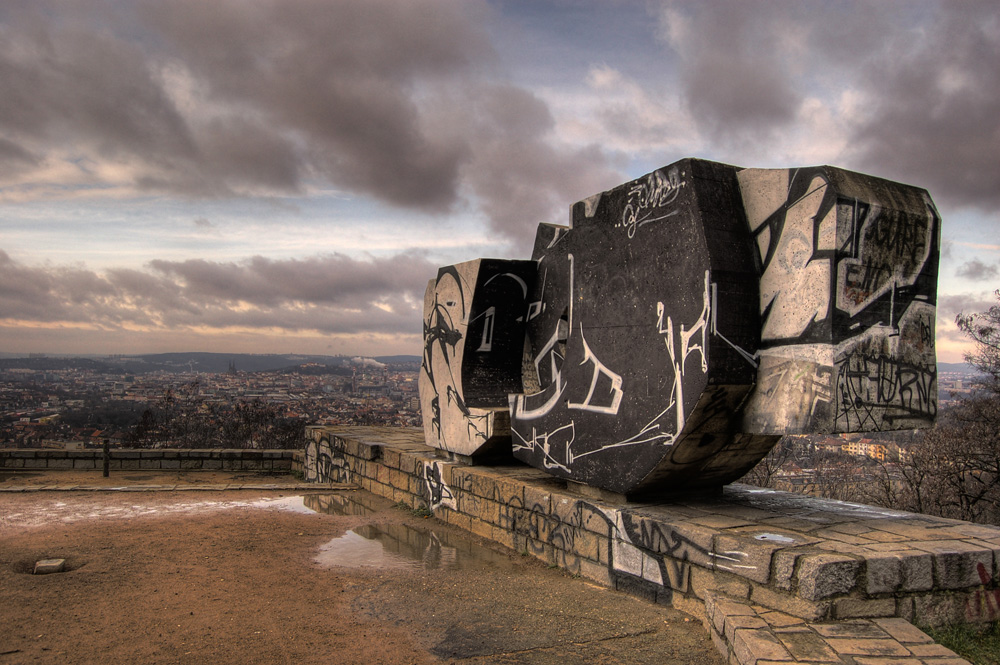
Památník založení dělnického hnutí

Památník založení dělnického hnutí (taktéž nazýván jako Pomník dělnických demonstrací vedených Josefem Hybešem) se nachází na Bílé hoře v Brně, poblíž přírodní památky Bílá hora nad bývalou obcí Juliánov. Dnes se jedná o katastrální území Židenice ve stejnojmenné městské části. Památník architekta Jiřího Auermüllera a Ladislava Martínka byl slavnostně odhalen 12. listopadu 1957 představiteli politického a veřejného života. V roce 2009 pak proběhla rekonstrukce opěrných zídek u pomníku.

## Popis památníku
Celý památník se skládá ze dvou částí. Především se jedná o masivní vrstvenou betonovou plastiku s průhledy, která se nachází na architektonicky upraveném prostranství. Poblíž ní je umístěna menší, asi metr dlouhá obdélníková pamětní deska, vytvořená z hnědé leštěné žuly se zasekávaným písmem a reliéfem listů a srpu s kladivem.
Zajímavostí je, že bylo údajně na desku vytesáno nesprávné datum demonstrace. Místo roku 1869 tak mělo být pravděpodobně uveden rok 1893, kdy zde brněnští textilní dělníci manifestovali za všeobecné volební právo a lepší pracovní podmínky.

## Fotogalerie

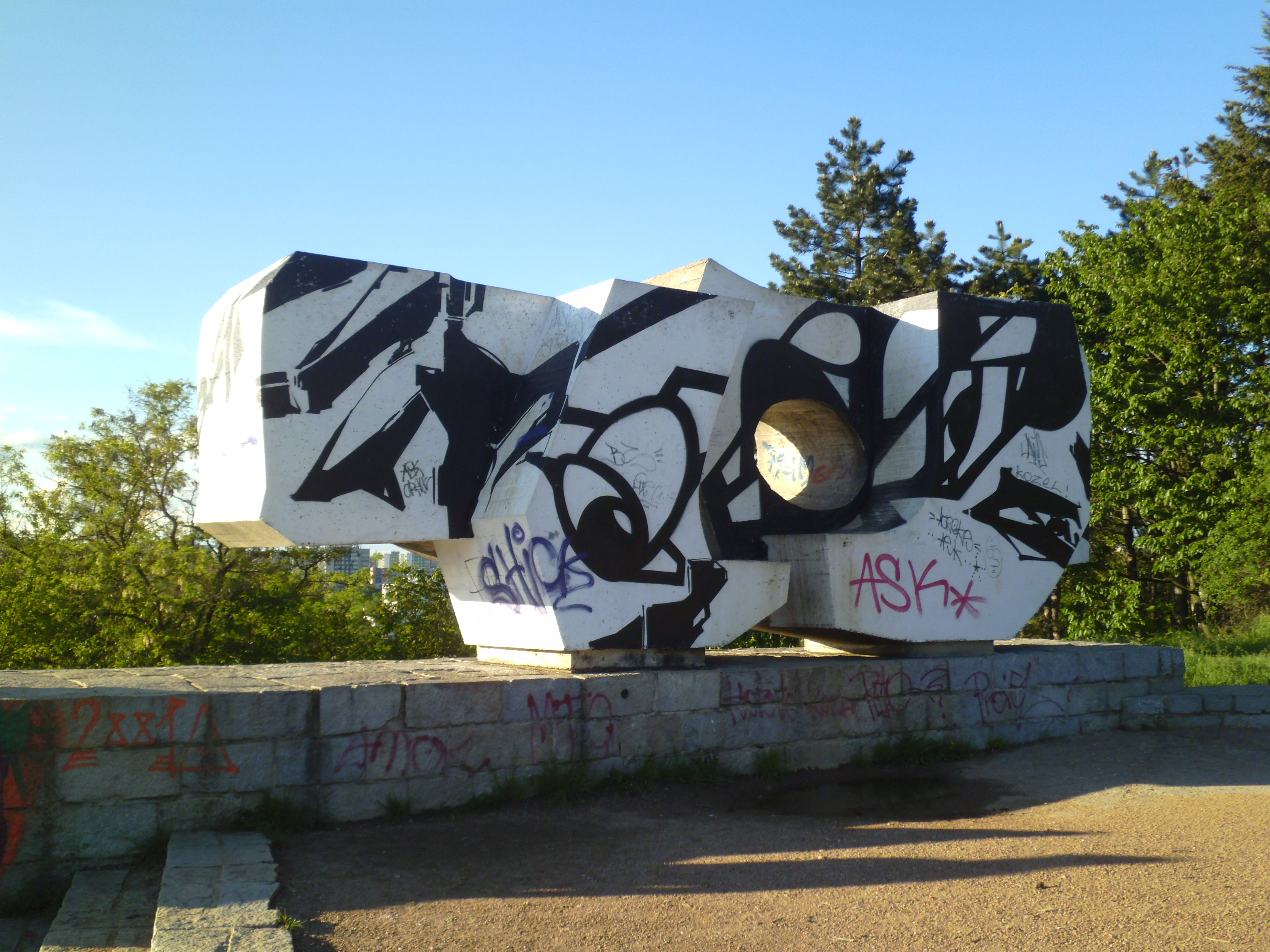
Památník dělnického hnutí – monument zepředu
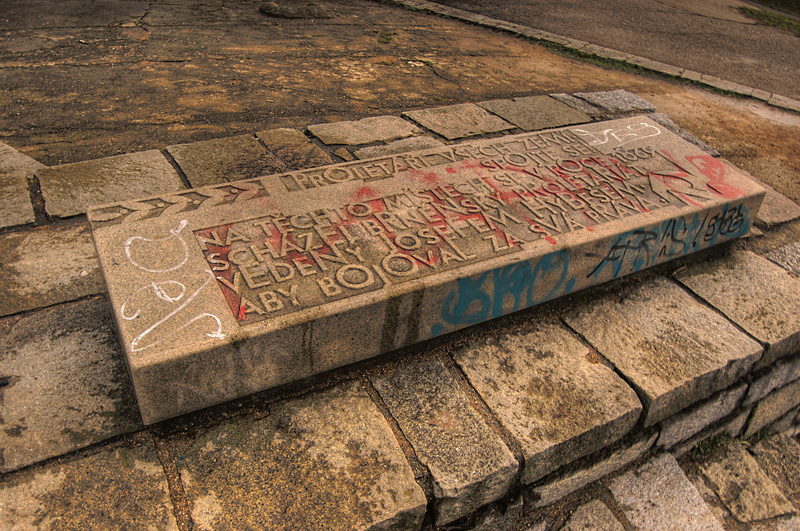
Památník dělnického hnutí – nápis
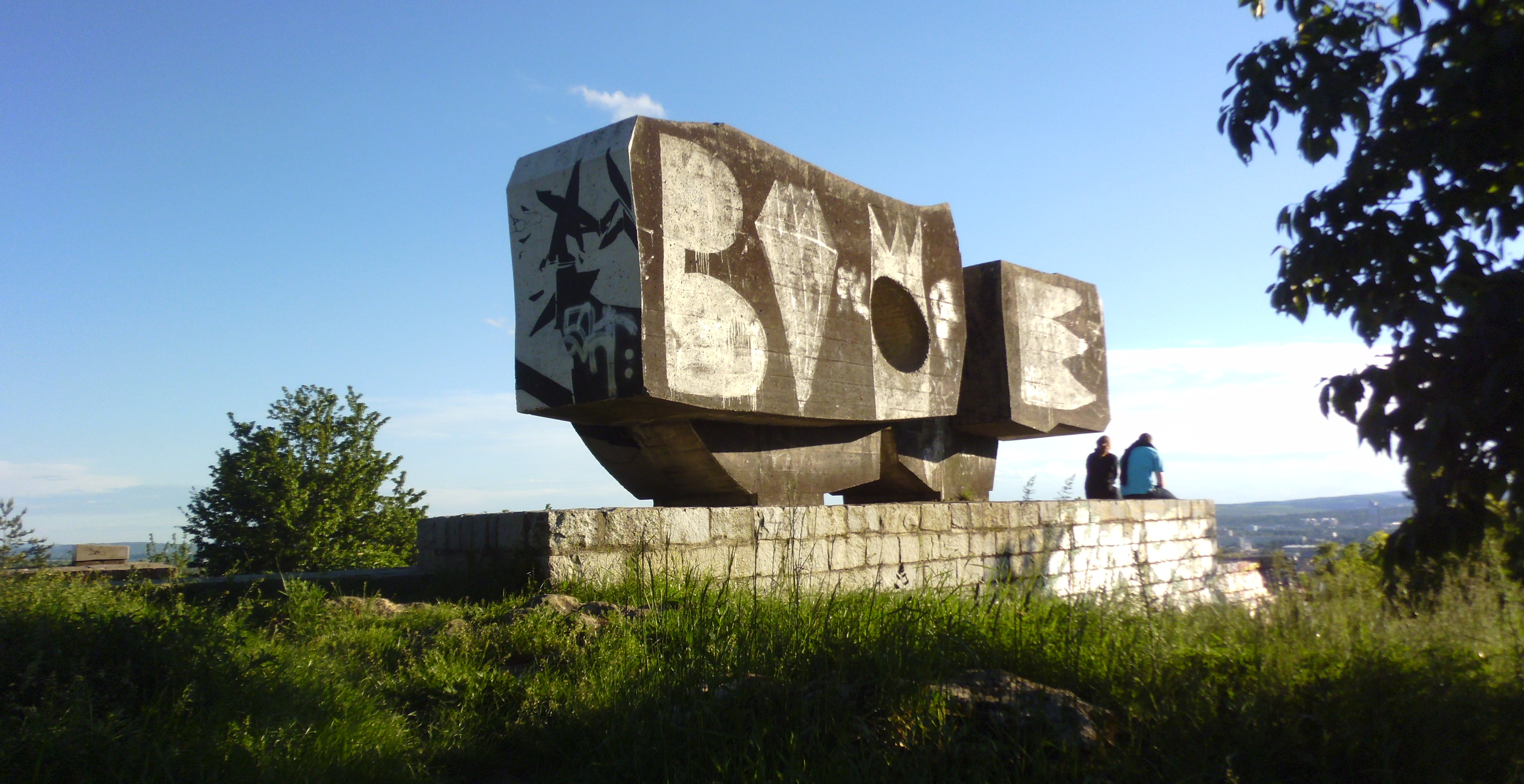
Památník dělnického hnutí – monument zezadu